# Les Amis des amis
Les Amis des amis (The Friends of the Friends) est une nouvelle fantastique d'Henry James, aussi connue sous les titres L'Origine de la chose ou Comment tout arriva (The Way It Came).
Cette nouvelle fantastique appartient au sous-genre des histoires de fantômes, mais fidèle à son art, Henry James s'y refuse aux effets superficiels du genre pour mieux sonder les profondeurs psychologiques de ses personnages.

## Parutions
La nouvelle paraît d'abord à Londres dans le numéro de mai 1896 du Chapman's Magazine of Fiction sous le titre The Way it Came, et est reprise en volume la même année dans le recueil Embarrassments chez Heinemann, Londres et Macmillan and Co., New York. Elle ne donne pas entière satisfaction à l'auteur. Il en considère notamment le titre beaucoup trop terne. En 1909, à l'occasion de la parution de ses œuvres complètes dans la New York Edition (The Novels and Tales of Henry James), il en profite pour rebaptiser la nouvelle The Friends of the Friends et pour la remanier, ajoutant un long passage en tête du récit. La nouvelle est traduite en français, selon le titre, dans l'une ou l'autre des versions. 
Les Amis des amis, nouvelle fantastique qui appartient au sous-genre des histoires de fantômes, interroge les frontières entre l'amour, la mort et la vie après la mort. 

## Résumé
Après un prologue (fictif) de l'éditeur, la nouvelle donne à lire le journal d'une narratrice. Celle-ci raconte comment, dans le cercle étroit des amis des amis, on a cherché pendant des années à permettre la rencontre entre son fiancé et une amie de longue date sous le prétexte que tous deux avaient connu, dans leur jeunesse, l'expérience étonnante d'avoir vu le fantôme d'un proche récemment décédé. Par un sort aussi étrange qu'inquiétant, la rencontre, plusieurs fois planifiée entre ces deux personnes qui ont connu une expérience similaire aussi étrange, ne se fait pas. À chaque fois, une contretemps, un quiproquo, une erreur la transmission des dates ou des heures viennent contrecarrer l'événement. Lorsque la narratrice elle-même, qui veut briser cette fatalité et enfin parvenir à les réunir, est subitement submergée par un vif sentiment de jalousie, qu'elle ne s'explique pas elle-même, et fait en sorte que la rencontre qu'elle avait patiemment planifiée n'ait pas lieu. Peu après cette ultime tentative, la grande amie décède soudainement. Le fiancé de la narratrice en est affecté, mais pas autant qu'on aurait pu le croire. Et la narratrice obtient bientôt l'aveu que, depuis la disparition de la grande amie, il l'a rencontrée plus d'une fois.  

## Réception critique
Les Amis des amis est une nouvelle de Henry James tout particulièrement admirée par Jorge Luis Borges qui considère que l'œuvre « renferme une profonde mélancolie et [...] en même temps une exaltation de l'amour élaboré dans le plus secret des mystères » et par Virginia Woolf qui analyse ainsi le texte : « La rencontre du charnel et du spirituel produit une étrange émotion - pas vraiment de la peur, ni même de l'émoi. C'est un sentiment que nous n'identifions pas d'emblée. Il y a un point faible dans notre cuirasse. C'est peut-être avec semblables méthodes qu'Henry James parviendra à le sonder. »

## Traductions françaises
- Les Amis des amis, traduit par Marie Canavaggia, Paris, Éditions Arcanes, coll. « L'Imaginaire poétique » no 3, 1953 ; réédition dans La Redevance du fantôme : et autres nouvelles, Paris, 10/18 no 836, 1974
- Les Amis des amis, choisi et présenté par Jorge Luis Borges, traduit par André-Charles Cohen, Paris, Retz, coll. « La Bibliothèque de Babel » no 8, 1980 ; réédition, Paris, Éditions FMR/Panama, coll. « La Bibliothèque de Babel » no 4, 2006
- L'Origine de la chose, traduit par Jean Pavans, dans Nouvelles complètes, tome IV, Paris, Éditions de la Différence, 2009
- Comment tout arriva, traduit par Max Duperray, dans Nouvelles complètes, tome III, Paris, Gallimard, coll. « Bibliothèque de la Pléiade » no 570, 2011

## Adaptations

### Au cinéma
- 1978 : La Chambre verte, film français de François Truffaut, d'après les nouvelles L'Autel des morts, La Bête dans la jungle et Les Amis des amis, avec François Truffaut, Nathalie Baye, Jean Dasté et Antoine Vitez
- 2019 : Les Envoûtés de Pascal Bonitzer avec Nicolas Duvauchelle et Sara Giraudeau

### À la télévision
- 2002 : Die Freunde der Freunde, téléfilm allemand de Dominik Graf, avec Matthias Schweighöfer et Sabine Timoteo

### Sources
- Tales of Henry James: The Texts of the Tales, the Author on His Craft, Criticism sous la direction de Christof Wegelin et Henry Wonham (New York: W.W. Norton & Company, 2003)  (ISBN 0-393-97710-2)
- The Tales of Henry James par Edward Wagenknecht (New York: Frederick Ungar Publishing Co., 1984)  (ISBN 0-8044-2957-X)